# ابای
ابای (به اسپانیایی: Abaí) در پاراگوئه با جمعیت ۳٬۵۸۶ نفر است که در caazapá واقع شده‌است.